# Schoutedenomyia superba
Schoutedenomyia superba är en tvåvingeart som först beskrevs av Krober 1912.  Schoutedenomyia superba ingår i släktet Schoutedenomyia och familjen stilettflugor.
Artens utbredningsområde är Turkiet. Inga underarter finns listade i Catalogue of Life.